# Santiago Barreira
 Santiago Barreira (Puertollano, Spanje, 1 november 1961) is een Spaanse striptekenaar.

## Biografie
Santiago Barreira verhuisde op jonge leeftijd naar Vila Seca, waar hij nog steeds woont en werkt. Hij begon zijn artistieke carrière in de zomer van 1984 met schilderen en verkopen van olieverfschilderijen, voornamelijk landschappen. In 1986 werkte hij als lay-outverzorger bij de regionale krant Diara de Tarragona. Daarna verdiende hij zijn brood met het maken van advertenties, tot hij in 1991 aangenomen werd bij de Comicup Studio in Barcelona. Deze Spaanse tekenstudio tekent vooral voor de Nederlandse en Franse Disneyuitgevers grote hoeveelheden verhalen, en ook Barreira heeft, met name voor Frankrijk, al veel verhalen getekend. Sinds 1996 heeft hij honderden 1-paginagags geproduceerd voor de reeks ‘Les p’tits boulots de Donald’, die wekelijks op de achterkant van ‘le Journal de Mickey’, de Franse tegenhanger van de Donald Duck verschijnt. Ook heeft hij voor Disney Europe de filmstrips van Sneeuwwitje en Darkwing Duck vervaardigd. Behalve deze twee verhalen gaan alle Disneyverhalen die hij getekend heeft over de Duckfamilie. Naast zijn werk voor Disney heeft Barreira meegewerkt aan de Nederlandse ‘Sjors en Sjimmie’-verhalen.
- International Standard Name Identifier: 0000 0003 9536 6613
- Nederlandse Thesaurus van Auteursnamen: 291271529
- Virtual International Authority File: 290024970